# Engelmannia peristenia
Engelmannia peristenia là một loài thực vật có hoa trong họ Cúc. Loài này được (Raf.) Goodman & C.A.Lawson mô tả khoa học đầu tiên năm 1992.